# Bosch Spark Plug Grand Prix 1991
Bosch Spark Plug Grand Prix 1991 var ett race som var den sextonde och näst sista deltävlingen i PPG IndyCar World Series 1991. Racet kördes den 6 oktober på Nazareth Speedway. Arie Luyendyk tog sin tredje och sista delseger i serien, medan Bobby Rahal såg till att hemmasonen Michael Andretti inte kunde säkra sin första titel på hemmabanan. Rahal slutade tvåa, medan Andretti tog sig i mål som trea, en bra bit efter de två första.

## Slutresultat
| Plats | Förare                | Team                     | Grid | Kvaltid |
| ----- | --------------------- | ------------------------ | ---- | ------- |
| 1     | Arie Luyendyk         | Vince Granatelli Racing  | 11   | 20,763  |
| 2     | Bobby Rahal           | Galles-Kraco Racing      | 3    | 20,351  |
| 3     | Michael Andretti      | Newman/Haas Racing       | 5    | 20,382  |
| 4     | Al Unser Jr.          | Galles-Kraco Racing      | 9    | 20,643  |
| 5     | Mario Andretti        | Newman/Haas Racing       | 4    | 20,355  |
| 6     | Eddie Cheever         | Chip Ganassi Racing      | 12   | 20,830  |
| 7     | Paul Tracy            | Penske Racing            | 13   | 20,968  |
| 8     | Emerson Fittipaldi    | Marlboro Team Penske     | 2    | 20,311  |
| 9     | John Andretti         | Hall/VDS Racing          | 6    | 20,441  |
| 10    | Tony Bettenhausen Jr. | Bettenhausen Motorsports | 16   | 21,322  |
| 11    | Jeff Andretti         | Bruce Leven Racing       | 19   | 21,976  |
| 12    | Hiro Matsushita       | Dick Simon Racing        | 17   | 21,869  |
| 13    | John Jones            | Arciero Racing           | 21   | 22,644  |
| 14    | Dennis Vitolo         | Dale Coyne Racing        | 20   | 22,279  |
| 15    | Rick Mears            | Marlboro Team Penske     | 1    | 20,141  |
| 16    | A.J. Foyt             | A.J. Foyt Enterprises    | 15   | 21,293  |
| 17    | Willy T. Ribbs        | Walker Racing            | 18   | 21,975  |
| 18    | Scott Pruett          | Truesports Co.           | 7    | 20,499  |
| 19    | Scott Brayton         | Dick Simon Racing        | 8    | 20,549  |
| 20    | Danny Sullivan        | Patrick Racing           | 10   | 20,713  |
| 21    | Scott Goodyear        | UNO Racing               | 14   | 21,292  |